# يولا كين
يولا كين (بالإنجليزية: Yola Cain)‏ (من مواليد 1954 - تُوفيت في 17 أيار / مايو 2000) وهي أول امرأة من جامايكا تحصل على رخصة مدربة في مجال الطيران وأول امرأة تطير للقوات المسلحة الجامايكية.

## حياتها
ولدت يولا كين في جامايكا في عام 1954، وهي الأبنة الأكبر بين أربعة أخوة. كان والد كين يعمل في مجال السيارات.

## عملها في الطيران
اكتشفت كين حبها للطيران في سن 19-20، ومع ذلك، خلال في تلك الفترة في جامايكا، لم يكن مسموح للنساء بالطيران لكن ذلك لم يمنع ويحبط يولا كين من مواصلة حلمها. حصلت في عام 1975 على رخصة مدربة طيران الخاصة بها. لم تكن كين أول امرأة حصلت على الترخيص في جامايكا. في عام 1952 حصلت إرسلي بارنيت صاحبة الجنسية الأمريكية على أول رخصة قيادة تم منحها للمرأة في جاميكا. ولكن كانت كين أول امرأة مولودة في جامايكا تحصل على ذلك الترخيص. في الحادي عشر من أغسطس عام 1976، كانت كين من بين أول النساء اللواتي تم تجنيدهن في JDF ، إلى جانب خمسة آخرين. أصبحت كين أول امرأة تجريبية في JDF ، وقُدمت كين بجناحيها إلى جانب ضابط آخر من JDF وهو الملازم جون جون ماكفارتانك من قبل الحاكم العام. انتقلت كين باستمرار مع JDF في أواخر السبعينيات والثمانينيات.

## وفاتها
هاجرت كين إلى الولايات المتحدة الأمريكية في عام 1985 حيث عملت في متنزه يونيفرسال ستوديوز هوليود كصرافة. أصبحت فيما بعد مديرة عمليات في ملاهي يونيفرسال ستوديوز حيث كانت مسؤولة عن 200-300 شخص.
توفيت كين في 17 مايو 2000 بسبب سرطان الثدي، حضر أكثر من 200 شخص جنازتها، وتلقت العائلة رسائل وتعازي من أماكن بعيدة مثل اليابان. كان لدى كين ابنتان.

## تراثها
كان ليولا كين أعمال عديدة وكان من مساهماتها تمكين ومساعدة المرأة داخل جامايكا بالحصول على رخصة للطيران حيث استلهم إرث كين نساء أخريات في جامايكا للعمل في مهنة الطيران، وبحلول عام 1990 تقدم 7 نساء أخريات ليصبحوا طيارين تجاريين، و 371 امرأة تدربن على أن يكونا طيارين، بما في ذلك ماريا زيادي - حداد.
كثيراً ما تم تكريم كين بعد وفاتها في جامايكا، ومن تلك التكريمات كان خلال الاحتفالات بمرور 50 عامًا على استقلال جامايكا، حيث تم تذكرها كامرأة تمثل «الثقافة الجامايكية» وفي ديسمبر 2011، اعترفت هيئة الطيران المدنية في جامايكا بمساهمتها في الطيران.
جودي لي تشن وهي أخت يولا كين تقوم حالياً بكتابة سيرة أختها كين بعنوان «رحلة الحياة».